# Sigrid Engeler
Sigrid Engeler (* 17. April 1950 in Wolfenbüttel) ist eine deutsche Übersetzerin.

## Leben
Sigrid Engeler absolvierte ein Studium der Altnordistik, Germanistik und Politikwissenschaft an der Universität Frankfurt am Main. 1990 promovierte sie an der Universität Kiel.  Von 1992 bis 1996 war sie Mitarbeiterin im Luchterhand-Literaturverlag und im Arche-Verlag.
Seit 1996 lebt sie als freie Übersetzerin und Lektorin in Kiel. Sigrid Engeler übersetzt erzählende Prosa aus dem Schwedischen, Dänischen, Norwegischen und Englischen ins Deutsche. Sie ist Mitglied im Verband deutschsprachiger Übersetzer literarischer und wissenschaftlicher Werke, VdÜ.

## Werke
- Altnordische Geldwörter, Frankfurt am Main 1991

## Herausgeberschaft
- Hans Kuhn: Das altnordische Seekriegswesen, Heidelberg 1991 (herausgegeben zusammen mit Dietrich Hofmann)

## Übersetzungen
- Ingeborg Arvola: Am Ende der Sehnsucht, München 2002
- Mirjam Bastian Wechselmann: Die Sternenfrau, Salzburg [u. a.] 2002
- Cordelia Edvardson: Wenn keiner weiterweiß, München 2010
- Jakob Ejersbo: Nordkraft, Köln 2004
- Anne Marie Ejrnaes: Schneckenhaus, München 2002
- Anne Marie Ejrnaes: Wie die Schwalbe am Himmel, München 2000
- Kjell Eriksson: Rot wie Schnee, München 2009
- Monika Fagerholm: Das amerikanische Mädchen, München 2008
- Bo R. Holmberg: Brandwache, München 2006
- Bo R. Holmberg: Rabenseelen, München 2004
- Bo R. Holmberg: Schneegrab, München 2005
- Kristian Ditlev Jensen: Leibspeise, Hamburg 2006
- Kristian Ditlev Jensen: Von japanischen Brotbüchsen, indischen Göttern, komischen Alpendialekten, süßen Südstaaten, afrikanischen Kriechtieren und der Köstlichkeit des langsamen Reisens, Hamburg 2008
- Ida Jessen: Wie ein Mensch, München 2003
- Jesper Juul: Das kompetente Kind, Reinbek 1997
- China Keitetsi: Sie nahmen mir die Mutter und gaben mir ein Gewehr, München 2002
- Juel Larsen: Die Straße nach Jerusalem, München 2002
- Kent Lindahl: Exit, München 2001
- Bodil Malmsten: Der Preis des Wassers in Finistère, Wien 2007
- Stephan Mendel-Enk: Drei Affen, Berlin 2011
- Ib Michael: Die Nacht des Troubadours, München 1998
- Ib Michael: Der Papst von Indien, München 2005
- Ib Michael: Prinz, München 2001
- Grethe Nestor: Die Badgirl-Feministin, München 2006
- Margaret Skjelbred: Elfenecho, München 2003
- Margaret Skjelbred: Lerchenherzen, München 1999
- Margaret Skjelbred: Die Perlenkönigin, München 2006
- Margaret Skjelbred: Windgesang, München 2001
- Susanne Staun: Die Signatur des Bösen, München 2002
- Arne Svingen: Ayatollah Highway, München 2004
- Janne Teller: Nichts, München 2010
- Jorun Thørring: Glaspuppen, München 2008
- Jorun Thørring: Kein Zeichen von Gewalt, München 2009
- Jorun Thørring: Schattenhände, München 2008
- Mia Törnblom: Was bin ich mir wert? München 2008